# بيات جريمسرود
بيات جريمسرود (1963 - 2020)، هي كاتبة روائية نرويجية كتبت باللغتين السويدية والنرويجية. أول ظهور لها في عالم الأدب كان في عام 1990 بمجموعة القصص القصيرة.
ولدت في مدينة باروم يوم 28 أبريل عام 1963 ، وتوفيت بمدينة ستوكهولم في 1 يوليو عام 2020، عاشت في ستوكهولم من عام 1984 إلى يوم وفاتها.

## الجوائز
- منحة تنوم للنساء 1996
- جائزة الرواية الإذاعية السويدية، 2000
- جائزة أفتونبلاديتس الأدبية 2002
- جائزة Wahlström و Widstrand للأدب وجائزة Per Wästberg الشخصية للطبعة السويدية.
- جائزة المستمعين P2 الرواية 2007.
- جائزة النقد 2010.
- جائزة دوبلوج 2011.

## روابط خارجية
- بيات جريمسرود على موقع IMDb (الإنجليزية)
- بيات جريمسرود على موقع قاعدة بيانات الأفلام السويدية (السويدية)
- بيات جريمسرود على موقع كينوبويسك (الروسية)